# Voies ferrées du Dauphiné

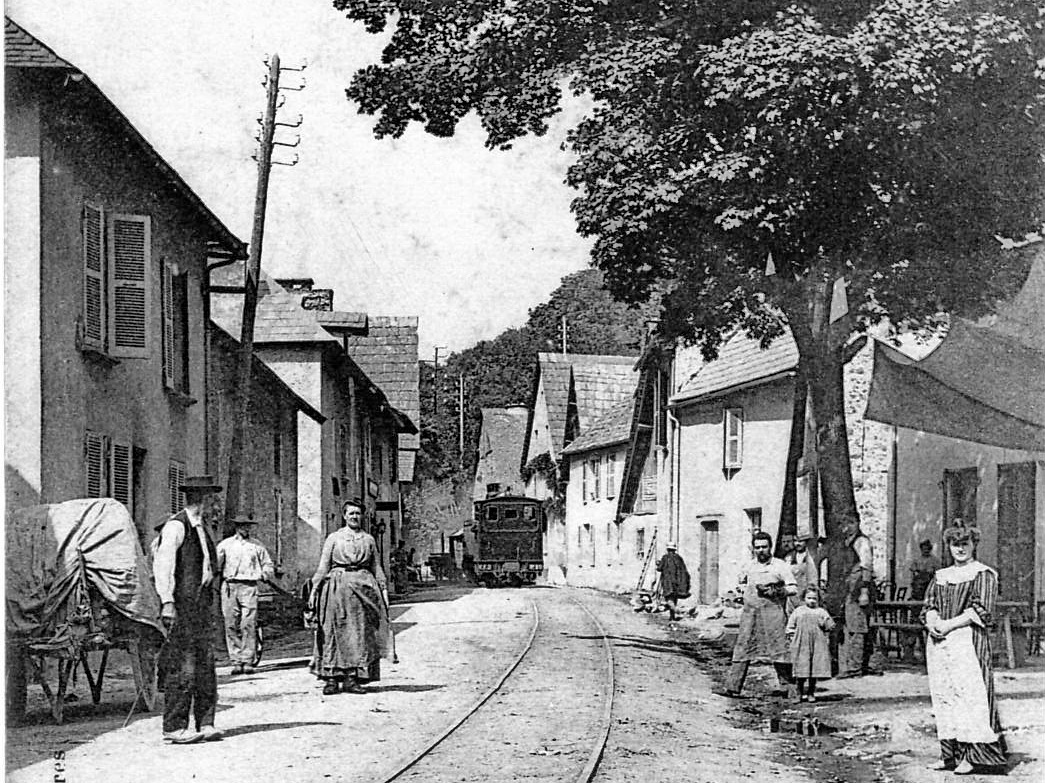
Güterzug auf der Romanche-Strecke in Livet, vor 1914

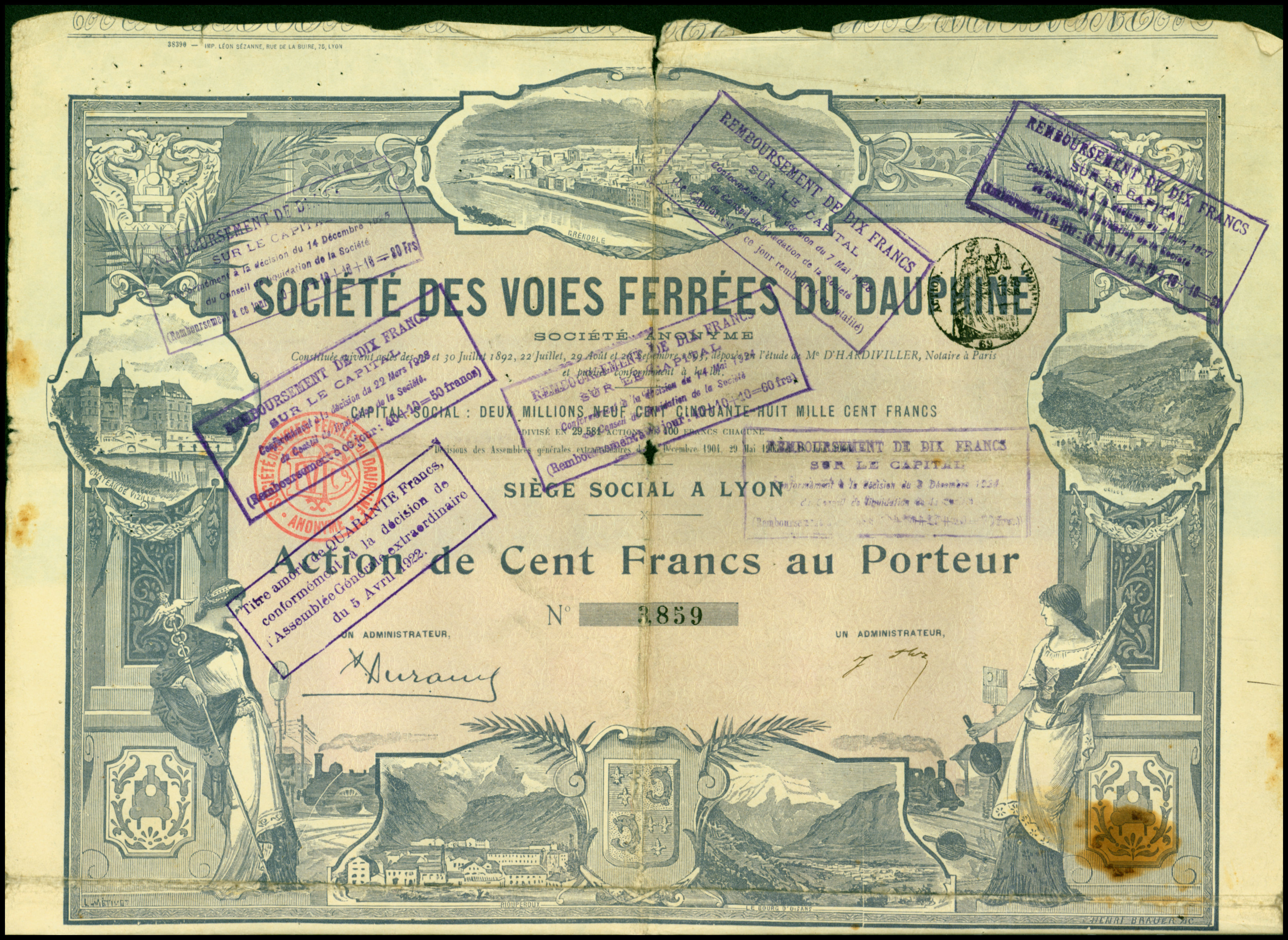
Aktie der Société des Voies Ferrées du Dauphine vom 18. Juli 1906

Die Voies ferrées du Dauphiné waren ein Netz von drei schmalspurigen Eisenbahnstrecken im Raum Grenoble in Frankreich, das 1893 von der Eisenbahngesellschaft Société des voies ferrées du Dauphiné (V.F.D.) eröffnet und ab 1920 von deren Nachfolger Régie départementale des voies ferrées du Dauphiné (ebenfalls V.F.D.) betrieben wurde. Am 10. November 1964 wurde die letzte Schmalspurstrecke aufgegeben, ein kurzer umgespurter Abschnitt blieb jedoch normalspurig noch einige Jahre im Güterverkehr in Betrieb.

## Geschichte

### Société des voies ferrées du Dauphiné

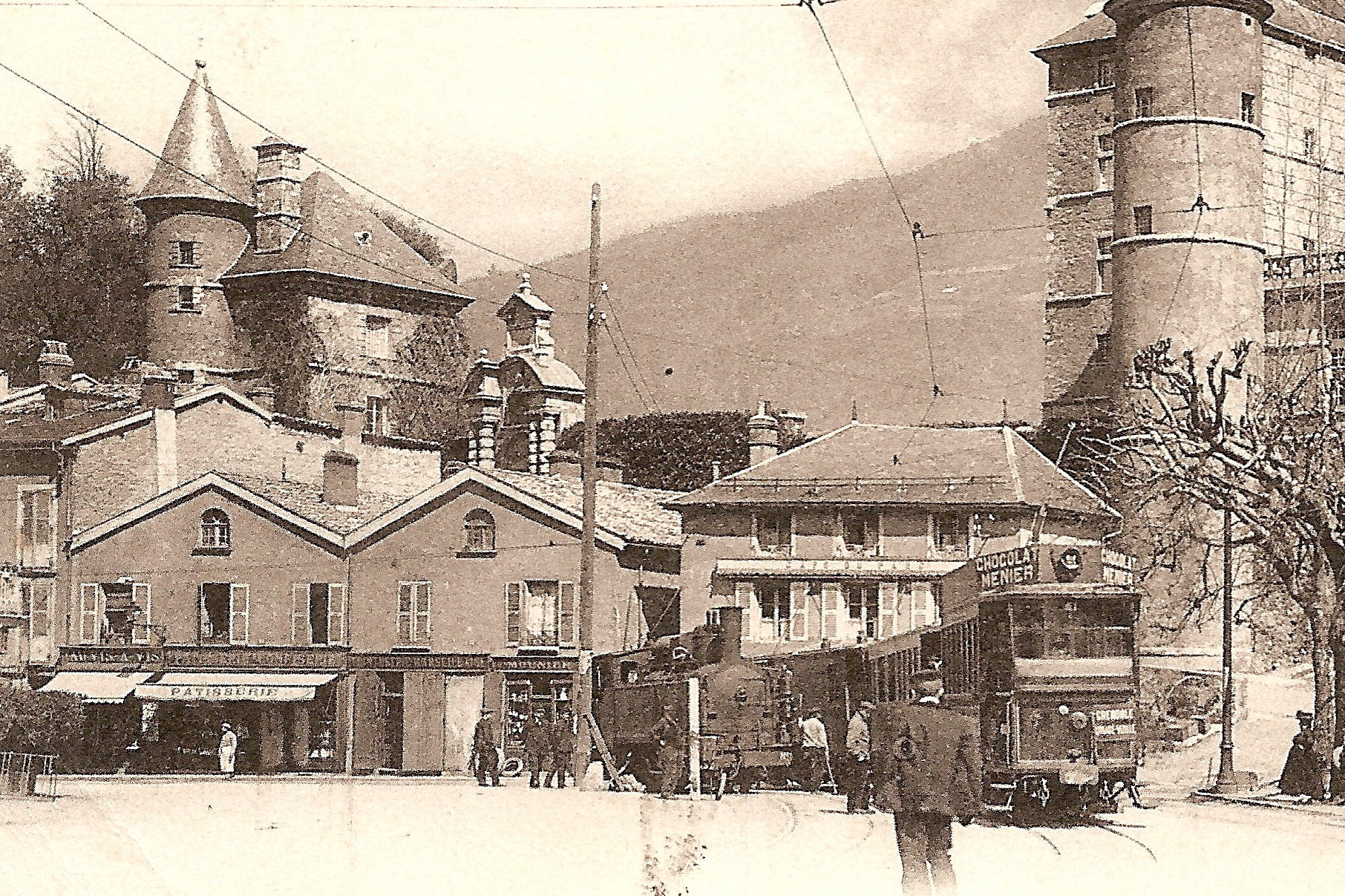
Dampflokomotive der Strecke nach Bourg-d’Oisans und elektrischer Triebwagen vor Zug aus Grenoble im Bahnhof Vizille

Anfang der 1890er Jahre beantragte die neugegründete Gesellschaft Société des voies ferrées du Dauphiné die Erlaubnis zum Bau einer meterspurigen Eisenbahnstrecke im Tal der Romanche von Jarrie über Vizille und Livet nach Bourg-d’Oisans. Die südöstlich von Grenoble zu bauende Bahn sollte am Fernbahnhof der Compagnie des chemins de fer de Paris à Lyon et à la Méditerranée (P.L.M.) in Jarrie ihren Anfang nehmen. Am 17. Februar 1893 wurde die entsprechende Konzession erteilt und bald darauf mit dem Bau der Bahn begonnen. Schon in der frühen Bauphase wurde erwogen, diese Bahn mit der Départementshauptstadt Grenoble unmittelbar zu verbinden. Diesbezüglich wurden zwei mögliche Trassenvarianten untersucht. Die erste führte ab Jarrie nach Norden über Le Pont-de-Claix und versprach einen unkomplizierten Bau. Von der 14 km langen Strecke wären 13 km geradlinig verlaufen, außerhalb von Grenoble hätten die wenigen Kurven Radien von 100 m nicht unterschritten. Die maximalen Steigungen hätten bei 10 ‰ gelegen, und der gewünschte Endpunkt in der Nähe des P.L.M-Bahnhofs in Grenoble wäre einfach zu erreichen gewesen. Hingegen war die zweite Trassenvariante, die in Vizille abzweigen und über Uriage und Gières dorthin führen sollte, kurvenreich, mit Rampen von bis zu 50 ‰. Zudem hätte die 22 km lange Strecke mitten durch die Grenobler Innenstadt geführt werden müssen.
Möglicherweise auf Druck seitens des Kurorts Uriage wurde die zweite Variante gewählt. Die Streckenführung von Grenoble über Le Pont-de-Claix nach Jarrie wurde später von anderen Gesellschaften verwirklicht. Am 20. Mai 1893 erhielt die V.F.D. die Genehmigung zum Bau der Bahn von Vizille über Uriage und Gières. Fortan wurde an beiden V.F.D.-Strecken gleichzeitig gearbeitet. In Vizille, kurz vor dem in der Ortsmitte gelegenen Trennungsbahnhof beider Strecken, wurde an der Strecke nach Uriage das V.F.D.-Betriebswerk angelegt. In Grenoble endete die Bahn am Fernbahnhof der P.L.M. Zudem führte ein Gleis zum nördlich gelegenen Umladebahnhof mit der P.L.M., der anfangs Grenoble-Abattoirs, später Grenoble-Polygone hieß.
Am 23. Juni 1894 verkehrte erstmals probeweise ein Zug von Vizille nach Grenoble und zurück. Die Einweihung beider Strecken erfolgte am folgenden 2. Juli, als ein Zug mit geladenen Gästen von Grenoble über Vizille nach Bourg-d’Oisans fuhr, wo jene ein Bankett erwartete.
Am 30. Juni 1898 wurde eine dritte Strecke eröffnet, die ab Gières dem Tal des Grésivaudan weiter folgte. Sie führte zunächst nach Domène und wurde zwischen 1908 und 1914 bis Froges verlängert. Zwischen 1900 und 1903 wurden die Strecke Grenoble–Vizille und der Abzweig nach Domène elektrifiziert. Mangels Gütertriebwagen wurde der Güterverkehr auch dort weiterhin mit Dampflokomotiven abgewickelt.
Von Grenoble bis Uriage verzeichnete die V.F.D. zunächst ein zufriedenstellendes Verkehrsaufkommen. Im Jahr 1916 nahm die Bahngesellschaft auf diesem Abschnitt 18.882 Franc pro Kilometer ein. Auf den übrigen Teilen des Netzes war die Auslastung geringer. Einem Beschluss des Generalrats vom 23. August 1918 folgend wurden die Tätigkeiten der V.F.D. – wegen Missmanagements vor allem bezüglich der Strecke von Jarrie nach Bourg-d’Oisans – zunächst unter strenge Beobachtung und bald darauf unter Zwangsverwaltung gestellt. Die Befunde waren:
- sehr schlechter Zustand der Gleise und der 259 Güterwagen
- nicht fahrfähiger Zustand von vier der vierzehn Dampflokomotiven
- verrottete Chassis der 16 elektrischen Triebwagen bei teilweisem Fehlen der Schütze
- problematischer Zustand des Betriebswerks

### Régie départementale des voies ferrées du Dauphiné
Am 4. Mai 1920 wurde die Zwangsverwaltung aufgehoben und die Régie départementale des voies ferrées du Dauphiné übernahm den Betrieb. Der Kaufvertrag wurde am 27. Oktober unterzeichnet und erlangte durch ein Dekret vom 12. Januar 1921 endgültige Bestätigung. Der neue Betreiber setzte rasch Gleise und Material wieder instand.
In den folgenden elf Jahren wurde der Betrieb grundlegend modernisiert. Die enge und kurvenreiche Ortsdurchfahrt der Strecke Jarrie–Bourg-d’Oisans in Vizille wurde zugunsten einer Ortsumfahrung auf eigenem Bahnkörper aufgegeben und westlich des Ortes der neue Bahnhof Vizille Terrasse angelegt. Der bisherige Trennungsbahnhof im Ortskern von Vizille hieß fortan Vizille Château, die Strecke von Uriage wurde durch den Ort bis Vizille Terrasse verlängert. Auf die Instandsetzung der Triebwagen, Lokomotiven und Wagen folgte der Erwerb zusätzlicher Fahrzeuge. Somit konnte die V.F.D., die in der Folge in ihrer Eigenschaft als Staatsbetrieb („Régie“) weitere in Schwierigkeiten geratene Bahnen wie z. B. den Tramway de Grenoble à Chapareillan (T.G.C.) übernahm, zunächst mit dem zunehmenden Straßenverkehr konkurrieren. Auf dem Abschnitt von Grenoble nach Gières wurde ein Vorortverkehr mit dichtem Takt eingerichtet. In der Relation Grenoble–Vizille kamen schließlich V.F.D.-Omnibusse zum Einsatz, die auf dem kürzeren Weg über Le Pont-de-Claix verkehrten und die Personenzüge zwischen Uriage und Vizille weitgehend verdrängten.
Nach der Übernahme des T.G.C. am 1. Januar 1931 wurde in Grenoble zwischen den beiden Bahnen eine zweite Gleisverbindung geschaffen, die den Triebwagen der V.F.D. die Nutzung des T.G.C.-Betriebshofs Île-Verte ermöglichte.

### Zweiter Weltkrieg
Zu Beginn des Zweiten Weltkriegs wurde die Anzahl der täglichen Zugpaare zwischen Uriage und Vizille wieder auf zehn erhöht, da die Zahl der Busse beschränkt wurde und sie nach der Umrüstung auf Holzvergaser langsamer wurden. Ab 1941 machte sich der Mangel an Schienen, Kupfer, Isoliermaterial und Ersatzteilen bemerkbar. Immer häufiger musste man zu Notlösungen greifen, Fahrzeuge und Anlagen verschlissen zusehends. Dennoch wurde unter zunehmend erschwerten Bedingungen der Betrieb aufrechterhalten. 1944 kam es besonders im Betriebswerk in Vizille zu Sabotageakten, die vor allem das Ziel hatten, den Güterverkehr zu den Industrieanschlüssen im Romanchetal zu stören.
In den letzten Kriegsjahren reduzierten die Triebwagenführer in den Kurven von Grenoble absichtlich die Geschwindigkeit. Fahrgäste konnten so den fahrenden Zug verlassen und die Kontrollen durch die Besatzer bei der Ankunft umgehen. Während der Ausgangssperren übernachteten Fahrgäste häufig im Betriebshof Île-Verte in den Fahrzeugen, um den immer nervöser werdenden deutschen Streifen nicht in die Hände zu fallen.

### Nachkriegszeit

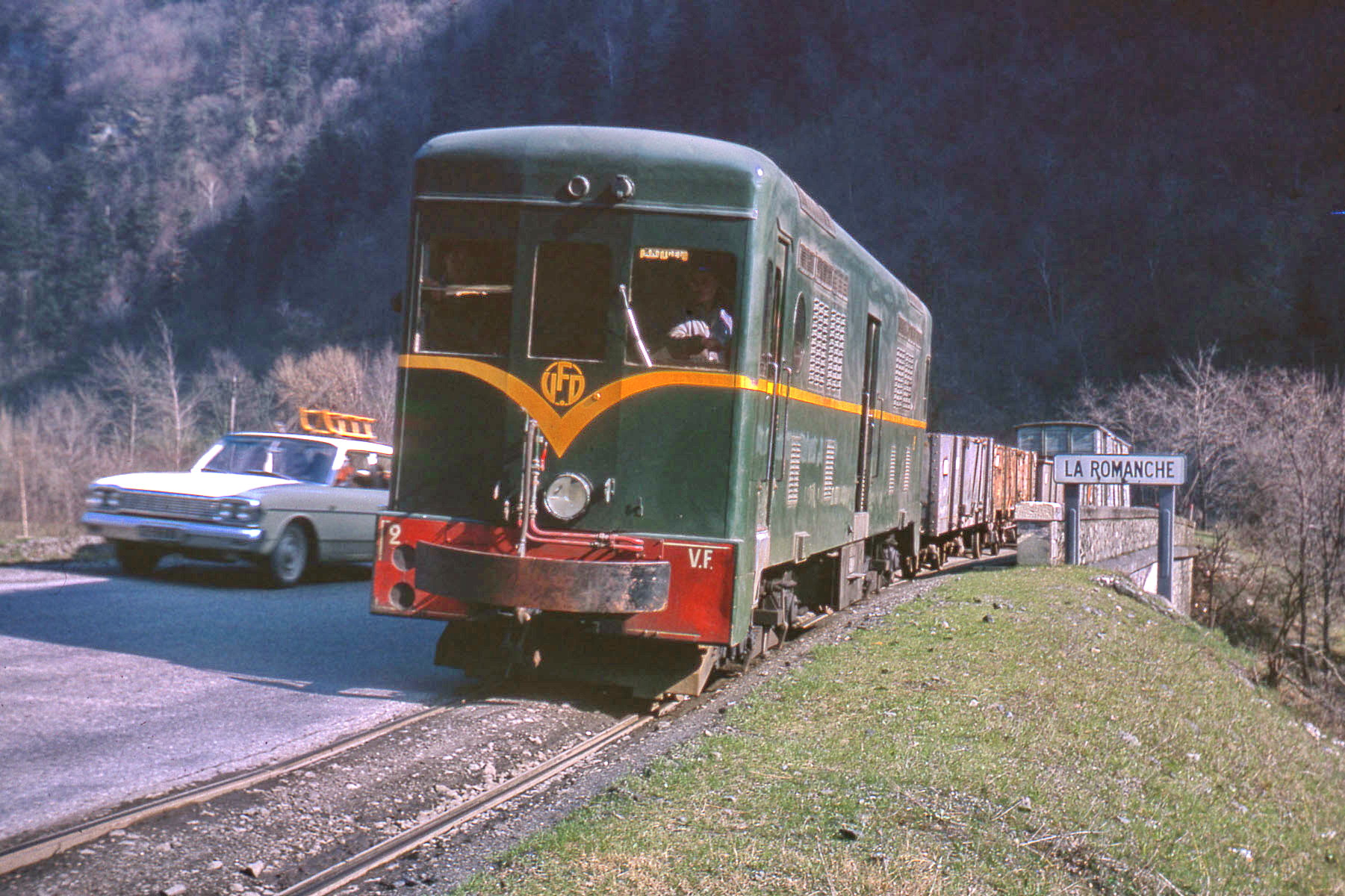
Dieselelektrische Schmalspurlokomotive T 2 von Brissonneau et Lotz bei Gavet, 1964

Nach der Befreiung war die Bahn in einem beklagenswerten Zustand. Die Gleise, die Oberleitungen und die Unterwerke bedurften der Erneuerung, die Triebwagen galt es zu ersetzen. Die Régie verlagerte daher am 1. Dezember den Personenverkehr über Uriage nach Vizille erneut auf Straßenbusse, am 1. Februar 1948 dann auch den Vorortverkehr nach Gières. Bis 1951 verkehrte zwischen Grenoble und Uriage ein sonntägliches Zugpaar als Verstärker des Busverkehrs. Für den Güterverkehr blieb die Strecke zunächst erhalten, zwei Zugpaare pro Tag liefen zwischen Grenoble und Vizille. 1950 beschaffte die Bahnverwaltung bei Brissonneau et Lotz vier dieselelektrische Lokomotiven für den Güterzugdienst auf der Romanchestrecke.

## Strecken

### Jarrie–Bourg-d’Oisans
Die von Jarrie ausgehende Strecke war eingleisig und wurde nicht elektrifiziert. Der dreigleisige Kopfbahnhof Jarrie auf 265 m Höhe lag unmittelbar südlich des Empfangsgebäudes der P.L.M., das westliche Gleis lag an dessen Hausbahnsteig. Das Gleis zum mehrgleisigen Güterbahnhof kreuzte drei P.L.M.-Gleise niveaugleich, dort gab es einen Güterschuppen und eine Umladehalle, ab 1948 auch einen Umladekran. Zwischen 1949 und 1951 erhielt das Streckengleis bis Vizille Terrasse, wo eine weitere Umladeanlage errichtet wurde, eine dritte Schiene.
Nach Vizille, und darüber hinaus bis zum Endbahnhof, folgte die Strecke dem Lauf des Flusses Romanche. Die anfängliche Führung durch Vizille mit dem Trennungsbahnhof (Endbahnhof der Strecke von Grenoble) im Straßenraum in der Ortsmitte wurde in den 1920er Jahren aufgegeben. Nahe dem Fluss entstand mit Vizille Terrasse eine umfangreiche Bahnhofsanlage, die nach dem Zweiten Weltkrieg um normalspurige Gleise und Dreischienengleise ergänzt wurde. Sie umfasste schließlich mehr als 20 Gleise und einen Lokschuppen für Diesellokomotiven beider Spurweiten. Mit der Aufgabe des Meterspurbetriebs Ende 1964 wurden die meisten Schmalspurgleise abgebaut, auch der normalspurige Betrieb wurde mittlerweile eingestellt.
Am Bahnhof von Péage-de-Vizille traf die neue Trasse wieder auf das alte Gleis. Weitgehend neben der Route nationale 91 erreichte die Bahn den mehrgleisigen Bahnhof Séchilienne, wo ein Calciumcarbidwerk für ein beträchtliches Güteraufkommen sorgte. Bei Gavet wechselte das Gleis auf einer gemauerten Bogenbrücke an das Südufer des Flusses. In Les Clavaux existierte ein Industrieanschluss, in der Fabrik mit bis zu 150 Beschäftigten wurden – dank des reichlich verfügbaren Stroms aus Wasserkraft – bis 1930 chemische Produkte, danach mittels Elektrolyse Aluminium produziert. Auch Rioupéroux war ein alter Industrieort. Die dortige Papierfabrik, die in den 1920er Jahren ebenfalls auf die Produktion von Aluminium, aber auch Calciumcarbid und Silicium umgestellt wurde, wies neben dem dreigleisigen V.F.D.-Bahnhof umfangreiche Gleisanlagen auf. In Livet, wo die Romanche erneut gequert wurde, gab es beiderseits des Flusses insgesamt drei chemische Werke mit Gleisanschlüssen.
Während die Strecke auf den ersten 6 km bis Péage-de-Vizille nur um 35 m anstieg, war von dort bis zur dritten Flussquerung auf dem Pont de l’Aveynat ein Höhenunterschied von 402 m auf einer Strecke von 17 km Länge zu überwinden. Letzter Unterwegsbahnhof war mit drei, später vier Durchgangsgleisen Rochetaillée. Das Empfangsgebäude des auf 720 m Höhe gelegenen Endbahnhofs Bourg-d’Oisans befand sich zwischen dem jeweils zweigleisigen Personen- und Güterbereich. Eine um 1905 gebaute Viehverladerampe, ein kleines Betriebswerk mit einem zunächst vierständigen Lokschuppen und ein Gleisanschluss zu einem 600 m entfernten Kohlebergwerk ergänzten die Anlage.

### Grenoble–Vizille

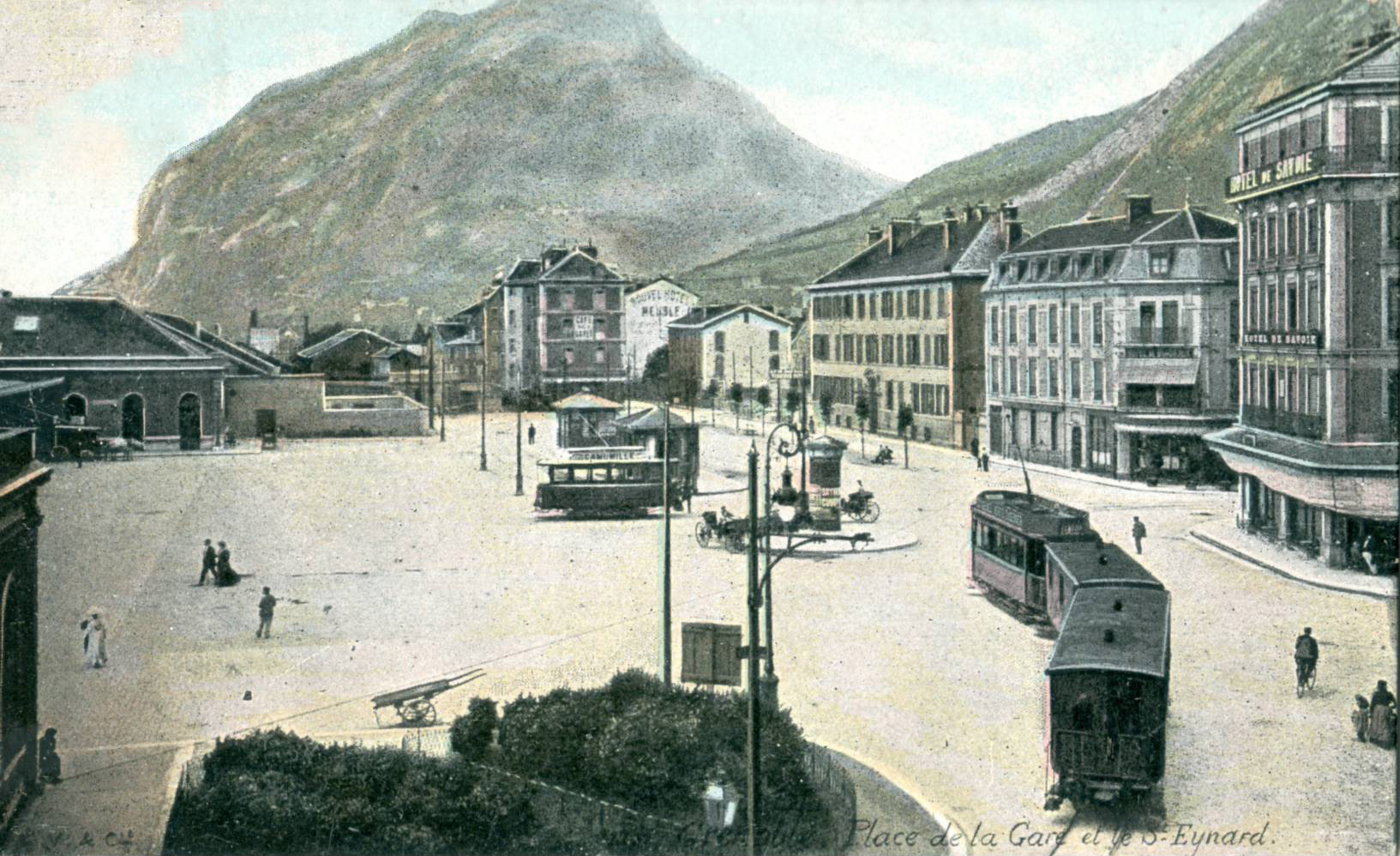
Personenzug der V.F.D. und Straßenbahnwagen der S.G.T.E. – dahinter der mit der T.G.C. genutzte Mittelbahnsteig – auf der Place de la Gare in Grenoble, ca. 1909

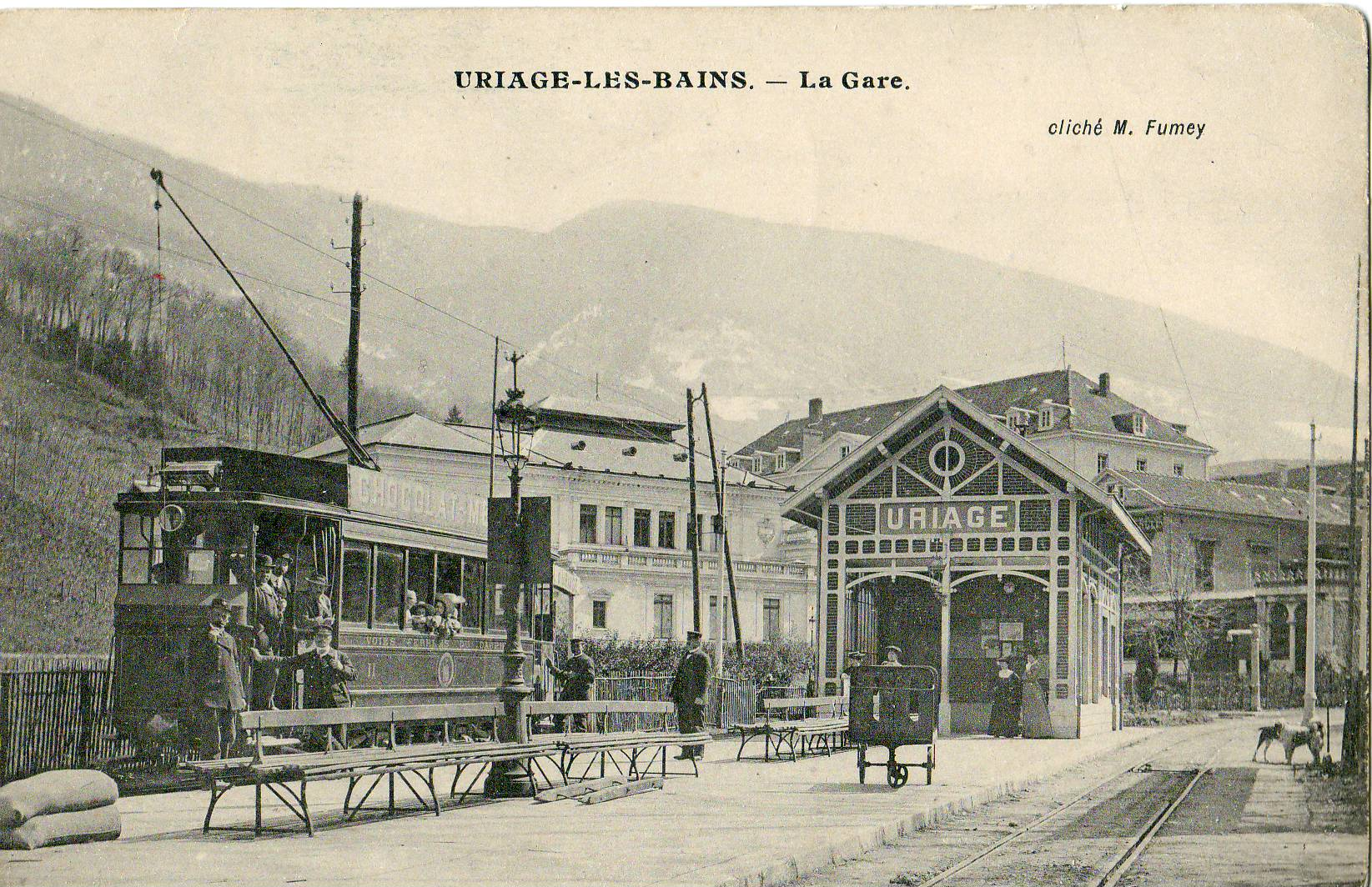
Triebwagen im Bahnhof Uriage, Stationsgebäude auf dem Bahnsteig

Der Endpunkt für die Personenzüge lag zunächst seitlich der Rue du 4 Septembre am Hausbahnsteig des Fernbahnhofs der P.L.M. Die schlichte Gleisanlage bestand aus dem Bahnsteiggleis, einem Umfahrgleis und einem Ausziehgleis. Die Güterzüge endeten weiter nördlich am Umladebahnhof Grenoble Abattoirs bzw. Grenoble Polygone, der auch von den Schmalspurbahnen T.G.C. und Société Grenobloise de Tramways Electriques (S.G.T.E.) bzw. den Vorgängern letzterer genutzt wurde und über Behandlungsanlagen für die Dampflokomotiven verfügte. Um 1900 entstand auf der Place de la Gare neben dem Gütergleis eine zweigleisige Station an einem gemeinsam mit dem T.G.C. genutzten Mittelbahnsteig, wobei dessen Züge an der gegenüberliegenden Bahnsteigkante hielten. Über ein Gleisdreieck existierte einige Jahre lang eine direkte Verbindung zwischen der alten und der neuen Endstation.
In der Avenue Félix Viallet vereinigten sich Personen- und Güterstrecke. Dort kam um die Jahrhundertwende ein von der S.G.T.E. angelegtes zweites Gleis hinzu. Die beiden Gleise wurden ab 1903 von den Fahrzeugen der zwei Gesellschaften im Richtungsbetrieb befahren, wobei V.F.D. und S.G.T.E. aber getrennte Fahrleitungen nutzten. Südlich der Place de la Bastille (heute: Place Hubert Dubedout) wurde in diesem Zusammenhang die Trasse von der Rue Docteur Mazet auf den Boulevard Edouard Rey verlegt. Ein dreigleisiger Gemeinschaftsbahnhof existierte am Square des Postes. Dort konnten Güterwagen an den C.E.N. (1902 in der S.G.T.E. aufgegangen) und ab 1920 an den Tramway Grenoble–Villard-de-Lans (GVL.) übergeben werden. 1925 wurde er durch den südlich davon abseits der Strecke gelegenen Bahnhof Grenoble Échanges ergänzt.
Gemeinsam mit dem C.E.N. wurde die folgende eingleisige Strecke genutzt, wobei an der Place Malakoff (heute: Place Bir Hakeim) aber zwei getrennte, jeweils zweigleisige Stationen errichtet wurden. Darauf verließ das Gleis Grenoble durch das Stadttor Porte Très Cloîtres, das mit dem Bau der Oberleitung seinen Torbogen verlor. Etwas weiter in Paganon wechselte es von der Straßenmitte an den Straßenrand. Von der gleichnamigen Station zweigte ein 14 Weichen umfassender Industrieanschluss ab. Die dortige Maschinenfabrik stellte im Ersten Weltkrieg Granaten her, die die V.F.D. in Ganzzügen nach Grenoble Polygone brachte.
Die P.L.M.-Strecke nach Chambéry wurde auf einer Brücke überquert, die beidseitig Rampen von 44,5 ‰ mit einem minimalen Radius von 50 m aufwies. In Gières, wo die Strecke von Osten nach Süden abbog, lag das Empfangsgebäude zwischen den beiden Gleisen. Auf dem Weg nach Uriage folgte sie dem Tal des Gebirgsbachs Sonnant mit Rampen bis 44,3 ‰. Der Bahnhof Uriage wies ebenfalls einen Mittelbahnsteig mit an ihm gelegenem Stationsgebäude auf. Zudem gab es dort ein kleines Betriebswerk mit einem fünfständigen Schuppen und Industrieanschlüsse zu einer Zementfabrik und einem Gaswerk. In den 1920er Jahren kam ein Abstellgleis für Güterwagen hinzu.
An der dreigleisigen Station Les Alberges war mit 417 m der höchste Punkt der Strecke erreicht. Dreigleisig war auch der zwischen Vaulnaveys-le-Haut und Vaulnaveys-le-Bas gelegene Bahnhof Vaulnaveys Marchandises mit Güterhalle und Anschlussgleis zu einem Sägewerk. In Vizille befand sich an der Nordseite der Strecke das Bahnbetriebswerk der V.F.D., anschließend verlief das Gleis im Straßenbereich durch einen kurzen Tunnel. Auf der Place du Château wurde der Trennungsbahnhof Vizille – ab 1932 Durchgangsbahnhof und Vizille Château genannt – erreicht.

### Gières–Froges
Die Strecke von Gières nach Froges wurde in vier Etappen eröffnet:
- 1898 von Gières nach Domène,
- 1908 weiter bis Lancey,
- 1913 weiter bis Brignoud,
- 1914 bis zum Endbahnhof Froges.

Sämtliche Züge der Bahn begannen bzw. endeten in Grenoble. Vor dem Bahnhof Gières der Strecke nach Vizille zweigte das Gleis im Straßenraum ab und hatte unmittelbar danach eine eigene zweigleisige Station. Da die Strecke südlich der Isère in deren Tal verlief, die bevölkerungsreichen Dörfer aber wegen der Hochwassergefahr auf Hügeln angelegt waren, mussten dorthin Steigungen von bis zu 50 ‰ überwunden werden.
Zahlreiche Anschlüsse zu Industriebetrieben und den Bahnhöfen der parallel verlaufenden normalspurigen P.L.M.-Strecke charakterisierten die Bahn. Bedeutende Betriebe existierten u. a. in Lancey (Papierfabrik), Brignoud und Froges (Elektrometallurgie). Neben dem zweigleisigen Endbahnhof in Froges gab es einen einständigen Lokschuppen und ein weiteres Abstellgleis.

## Bahnbetriebswerk
Das Betriebswerk lag am östlichen Ortsrand von Vizille an der von Uriage kommenden Strecke. Dort waren sämtliche Dampf- und Dieseltriebfahrzeuge sowie der überwiegende Teil der elektrischen Triebwagen beheimatet. Sämtliche Fahrzeuge wurden dort gewartet und repariert, ein Teil der Elektrotriebwagen und Diesellokomotiven neu gebaut.

## Fahrzeuge
Die Längenangaben beziehen sich – sofern nicht anders vermerkt – auf die Länge über Puffer. Angaben wie „130“ bezeichnen die Achsfolge, wobei die erste Ziffer für die Zahl der vorlaufenden Laufachsen, die zweite für die in einem Rahmen gemeinsam angetriebenen Achsen und die dritte für die nachlaufenden Laufachsen steht. Der Buchstabe „T“ bedeutet Tenderlokomotive.

### Dampflokomotiven
- In den Jahren 1893 und 1894 wurden von Blanc-Misseron 16 identische Dampflokomotiven der Bauart 030 T geliefert. Die dreiachsigen Tramlokomotiven mit den Betriebsnummern 1–16 wiesen zwei Führerstände auf, sie waren 6,80 m lang, 2,20 m breit und 3,25 m hoch. Die mit einer automatischen Druckluftbremse und einer Handbremse ausgestatteten zweizylindrigen Maschinen leisteten 150 PS. Im Zuge der Elektrifizierung wurden fünf dieser Lokomotiven verkauft, u. a. die Nummern 13 und 16 an den Fourvière Ouest-Lyonnais (F.O.L.). Nach der Übernahme des Betriebs durch die „Régie“ wurden 1930 vier Maschinen verschrottet. Die Nummern 1, 10 und 14 überlebten bis 1939, die Nummern 2 und 3 bis 1949. Bis zur Verschrottung hatten letztere 710.000 bzw. 751.000 km zurückgelegt.

- Mit der Nummer 20 kam 1906 für den anspruchsvollen Abschnitt von Séchilienne nach Livet eine bei Pinguely gebaute „richtige“ Lokomotive der Bauart 040 T dazu, 1922 erwarb die „Régie“ drei nahezu baugleiche Loks (Nr. 17–19). Sie konnten Gleise mit Radien von 25 m befahren, waren 7,02 m lang, wogen leer 27 t und leisteten 315 PS. 1951 wurden die Nummern 17–19 verschrottet, die Nr. 20 nach einer Laufleistung von 747.000 km verkauft.

- Im August 1914 kam eine von den Chemins de fer départementaux de Rhône et Loire (C.R.L.) gebraucht erworbene Lok der Bauart 130 T, ebenfalls bei Pinguely gebaut, hinzu. In Zweitbesetzung behielt sie bei der V.F.D. ihre alte Betriebsnummer 12. Zwischen 1915 und 1917 folgten von den C.R.L. drei weitere dieser Maschinen (Nr. 21 und 22), von denen die Nr. 10 nur eine Leihgabe war. Im April 1921 wurde die Nr. 10 zurückgegeben und kam 1942 erneut zur V.F.D. 1929 wurden von den Tramways de l’Ouest du Dauphiné (T.O.D.) für einen Mietpreis von je 500 Franc/Monat zwei weitere Loks dieser Bauart (Nr. 23 und 24) angemietet. Zwischen 1930 und 1935 kamen vor Zementzügen für die im Bau befindliche Chambon-Talsperre die Loks 41 und 42 zum Einsatz. Die 130 T waren über 7,70 m lang, sie wogen leer 23 t und leisteten 245 PS. 1951 wurden die letzten dieser Maschinen verkauft bzw. verschrottet.

- Die drei Lokomotiven mit den Nummern 25–27 der Bauart 030 T wurden bei Corpet-Louvet 1913 gebaut und 1920 neuwertig gebraucht für 75.000 Franc pro Stück gekauft. Die im Dezember 1920 (Nr. 25) bzw. Februar 1921 eingetroffenen Dreikuppler waren 6,58 m lang, ihre Leermasse betrug 16,5 t und ihre Leistung 135 PS. Einsetzbar waren sie nur vor Personen- oder leichten Güterzügen. Ihre Verschrottung erfolgte 1949.

- Ebenfalls gebraucht wurden die 130 T Nr. 30–32 erworben. 1909 bei den Établissements Piguet gebaut, kamen die drei Loks 1921 zur V.F.D. Ihre Länge betrug 7,70 m, die Leermasse 22 t, ihre Leistung 200 PS. 1942 wurden die Nr. 30 (an die Tramways bretons) und die Nr. 31 verkauft, die Nr. 32 wurde 1945 verschrottet.

- Mit den 030 T 33, 34, 51 und 52 kamen vier ungewöhnliche Maschinen auf die Gleise der V.F.D. Sie wurden um 1909 bei Pinguely gebaut und 1939 von den mittlerweile ebenfalls von der „Régie“ betriebenen T.O.D. geholt. Die Lokomotiven 51 und 52 hatten an beiden Fahrzeugenden Führerstände, sie wurden 1941 auf Druckluftbremse umgebaut. Die Nummern 33 und 34 behielten ihre Saugluftbremsen und blieben damit bei der V.F.D. Fremdkörper, sie wurden nur im Rangierdienst in Jarrie genutzt. Spätestens 1950 wurden drei dieser Lokomotiven nicht mehr eingesetzt. Die Maschine Nr. 51 wurde vom Chemin de Fer du Vivarais (C.F.V.) erworben und instand gesetzt. Mit ihrer ursprünglichen Nummer 31 und dem zusätzlichen Namen ISÈRE verkehrte sie auf der Bahnstrecke Tournon–Le Cheylard, wurde dort aber ihres zweiten Führerstands beraubt.[6] Länge 7,59 m, Leergewicht 19 t, Leistung 200 PS.

- 130 T 6 und 7: Diese zwei Zahnradlokomotiven wurden im November 1946 (Nr. 6) bzw. Februar 1947 in Dienst gestellt. Von den beiden Maschinen, die um 1913 bei der Schweizerischen Lokomotiv- und Maschinenfabrik (SLM) entstanden, war Nr. 7 nach der Elektrifizierung der Furka-Oberalp-Bahn (FO) zunächst zum Chemin de fer Bière–Apples–Morges (BAM) gelangt. Nach dem Erwerb durch die V.F.D. zum Preis von jeweils 37.200 Schweizer Franken behielten sie in Zweitbesetzung ihre alten Betriebsnummern. Sie waren 8,75 m lang, leer 34 t schwer und leisteten im Adhäsionsbetrieb ca. 480 PS. Hauptsächlich wurden sie auf dem Abschnitt zwischen Séchilienne und Livet eingesetzt. Diese bei weitem stärksten Lokomotiven der Bahn wurden nach dem Eintreffen der dieselelektrischen Maschinen im März 1951 wieder verkauft.

- Einzelgänger ohne Nummern waren die ehemaligen Loks 1 und 7 der BAM. Die kleinen Maschinen der Bauart 030 T waren nur von 1947 bis maximal 1951 bei der V.F.D. im Einsatz. Sie waren 225 PS stark, 6,96 m lang und wogen leer 20,2 t.

- Im April 1920 mietete die V.F.D. zwei 130 T, die von der bereits eingestellten Compagnie des Tramways de l’Ardèche (T.A.) stammten. Die bei den Établissements Piguet gebauten Loks leisteten 200 PS, sie waren 6,98 m lang und 22 t schwer. Bereits im folgenden Jahr kehrten sie ins Département Ardèche zurück.

### Diesellokomotiven

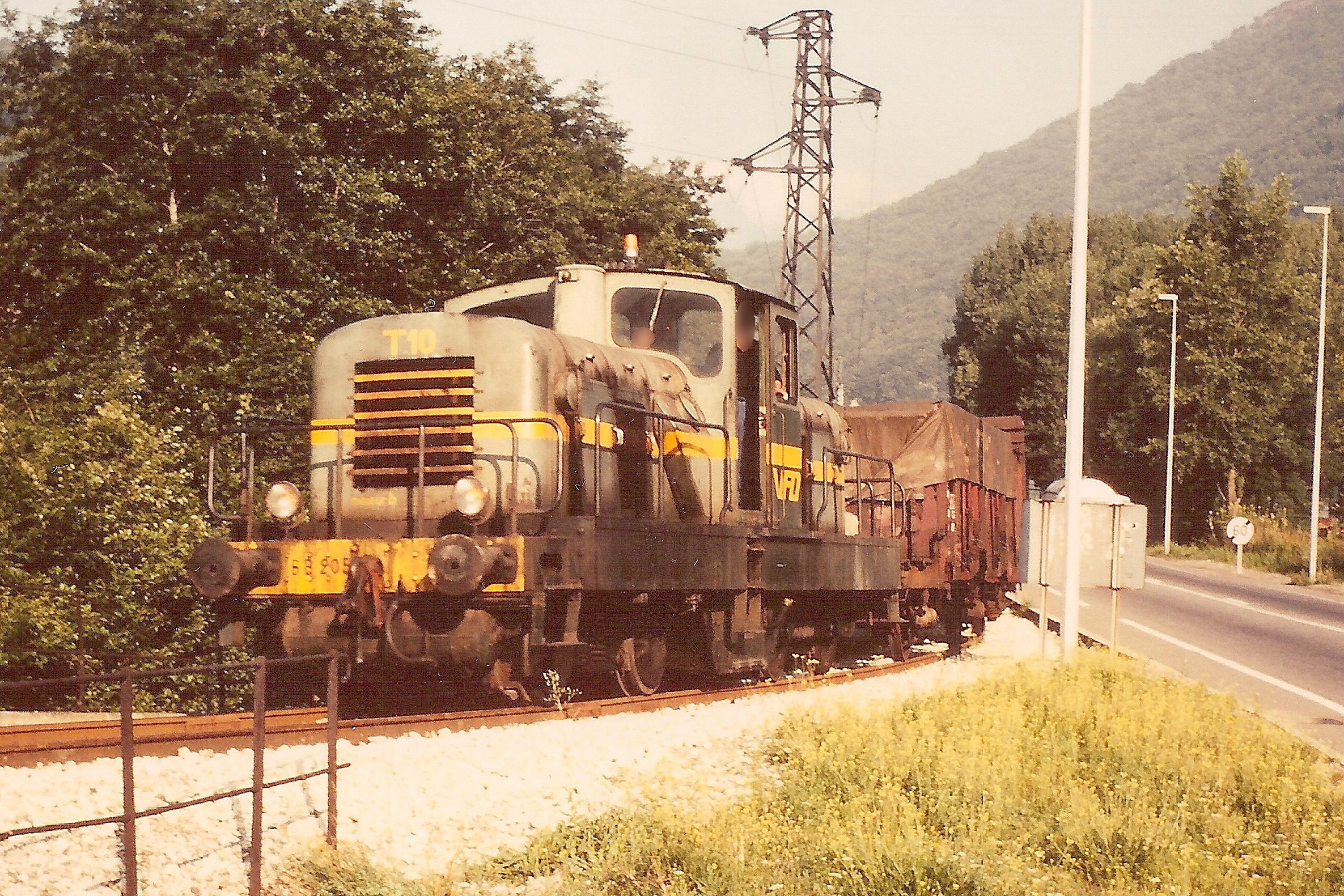
Normalspurige Diesellok T 10 mit Güterzug bei Vizille

- 1950 lieferte Brissonneau et Lotz vier dieselelektrische Lokomotiven aus, die die Betriebsnummern T 1 bis T 4 erhielten. Die auf zwei zweiachsigen Drehgestellen ruhenden Maschinen waren mit zwei 12-Zylinder-Motoren des Typs 517 J von Renault ausgestattet, die jeweils 300 PS leisteten.

- Für den ca. 3 km langen dreischienigen Abschnitt von Jarrie bis Vizille Terrasse baute die V.F.D. aus Kostengründen in der eigenen Werkstatt zwei normalspurige Diesellokomotiven, die 1951 vorgestellt wurden. Die kleinen dreiachsigen, als T 11 und T 12 bezeichneten Maschinen hatten einen 8-Zylinder-Motor von Willème und ein mechanisches Getriebe mit sechs Gängen. Sie wiesen einen Mittelführerstand zwischen zwei gleich langen Vorbauten auf, waren 7,60 m lang und leisteten ca. 200 PS. Mit den T 13 und T 14 entstanden bald darauf nochmals zwei ähnliche Lokomotiven.

- Im Dezember 1955 konnte mit der T 10 eine vierachsige normalspurige Diesellok von der Staatsbahn SNCF erworben werden. Sie hatte ebenfalls einen Mittelführerstand, die Achsfolge BB und war bei der Compagnie de chemins de fer départementaux (C.F.D.) in Montmirail gebaut worden. Später kam mit der T 15 eine Lokomotive gleicher Bauart hinzu.

### Schienenbusse
- Die Adolph Saurer AG setzte zu Werbezwecken in den 1920er Jahren einen ihrer Schienenbusse von Grenoble über Vizille in den Oisans ein. Aufgrund seiner geringen Kapazität erwies sich das Fahrzeug als ungeeignet.

- Von den C.E.N. übernahm die V.F.D. einen Berliet-Schienenbus für den Personenverkehr zwischen Jarrie und Vizille Château. Da er – anders als die Saurer-Schienenbusse – nicht über eine unter dem Wagenboden angebrachte Drehvorrichtung verfügte, wurden für ihn in Jarrie und im Betriebshof Vizille Drehscheiben angelegt. Das 9,05 m lange, 7 t schwere Fahrzeug zog im Betrieb einen einachsigen Gepäckanhänger. 1938 wurde es verkauft und anschließend verschrottet.

- Die Firma Crochat lieferte einen vierachsigen petroleum-elektrischen Triebwagen mit einem Trieb- und einem Laufdrehgestell. Das Zweirichtungsfahrzeug kam gebraucht zur V.F.D., wo es den Berliet-Schienenbus ersetzte. Nach 1940 wurde es abgestellt.

### Elektrische Triebwagen
- Die zweiachsigen Zweirichtungs-Triebwagen 1001 bis 1016 wurden 1902 im Betriebswerk Vizille gebaut. Sie entstanden auf Brill-Untergestellen, ihr großer Achsenabstand von 3,60 m erforderte angesichts der engen Kurven (23 m Radius in Vizille) bewegliche Achsen. Die Gleichspannung von 600 V wurde mit Stangenstromabnehmern aus der Oberleitung abgegriffen. Die beiden Fahrmotoren eines Fahrzeugs leisteten je 65 PS. Als Bremssysteme waren Druckluftbremsen, rheostatische elektrische Bremsen und Handbremsen vorhanden. Erst 1913 erhielten die Triebwagen Kompressoren, vorher musste die zum Bremsen benötigte Druckluft an den End- und ggf. an Unterwegsbahnhöfen nachgefüllt werden.

Die Triebwagen waren in der Lage, mehrere Wagen mit einem Gesamtgewicht von 29 t über Rampen von bis zu 50 ‰ zu ziehen. Sie waren 8,60 m lang, 2,00 m breit und 3,20 m hoch. Neben auf Längsbänken angeordneten 6 Sitzplätzen der 1. und 14 Sitzplätzen der 2. Wagenklasse gab es auf jeder der halboffenen Plattformen 10 Stehplätze. Die aus Holz gefertigten, grün lackierten Wagenkästen hatten auf jeder Seite sieben Fenster.
- Mitte der 1920er Jahre bestellte die „Régie“ bei der Société Franco-Belge zwei vierachsige Triebwagen, deren elektrische Ausrüstung die Société Alsacienne de Constructions Mécaniques beisteuerte. Die Fahrzeuge mit den Betriebsnummern 1020 und 1021 waren 13,87 m lang, 2,30 m breit und 31 t schwer, aufgrund ihrer Länge erhielten sie zwei Stangenstromabnehmer. Die mit großen Fenstern versehenen Wagenkästen wiesen beiderseits einen Zugang zu einer ungefähr mittig angeordneten Einstiegsplattform auf, die zu zwei Abteilen mit insgesamt 36 quer angeordneten Sitzen ausschließlich der 1. Wagenklasse führten. Fahrgäste der 2. Klasse mussten in den Beiwagen Platz nehmen, von denen in der Regel zwei bis drei mitgeführt wurden.

Die beiden im August 1917 gelieferten Fahrzeuge zogen ab 1930 „Expresszüge“ mit nur wenigen Halten zwischen Grenoble und Vizille, wobei die Fahrzeiten zwischen 54 und 65 Minuten lagen. Nach einem Brand, der den hölzernen Wagenkasten völlig zerstörte, wurde der Triebwagen 1020 neu aufgebaut. Er erhielt einen Wagenkasten aus Stahl und ein kleines Gepäckabteil. Aufgrund seines veränderten Aussehens bekam er bei den Eisenbahnern den Spitznamen „sous-marin“ (Unterseeboot). Nachdem 1946 der Personenverkehr nach Vizille eingestellt wurde, bespannten die beiden Triebwagen bis 1952  den sonntäglichen Zusatzzug nach Uriage.
- Für das vorgesehene Ende der Dampftraktion auf der Güterstrecke nach Grenoble Polygone beschaffte die V.F.D. vor 1905 den Gütertriebwagen T 1. Das zweiachsige Fahrzeug mit Brill-Untergestell war 6,00 m lang, 1,80 m breit und 2,95 m hoch. Sein Leergewicht belief sich auf ca. 12 t, die Leistung betrug ca. 130 PS. In den 1920er Jahren wurde er vermutlich in einen Fahrleitungswagen umgebaut und um 1940 außer Dienst gestellt.

- Weitere Gütertriebwagen waren der T 2 (1922 bestellt, vierachsig), T 4 und T 5 (1929 geliefert, zweiachsig). T 3, eine zweiachsige Elektrolokomotive mit Mittelführerstand, wurde gebraucht erworben und an die Papierfabrik in Lancey weiterverkauft. Drei weitere Fabriken im Tal der Romanche hatten elektrische Kleinlokomotiven, die bei Übergaben auch die Gleise der V.F.D. befuhren.